# Seleukos VI
 Seleukos VI Epifanes, född 120, död 95 f.Kr., var seleukidisk kung 96-95 f.Kr. 
Han var son till kung Antiochos VIII Grypos och Tryphaena av Egypten. Seleukos erövrade tronen när han besegrade sin faders halvbror Antiochos IX. Hans regim blev dock kort eftersom Antiochos IX:s son, hans kusin Antiochos X, tvingade bort honom från det egentliga Syrien redan påföljande år. Han flydde till provinsen Kilikien, där han blev en tung börda för befolkningen genom de skatter han tog ut för att finansiera lyx och en ny här. Han mördades i ett uppror där han brändes inne. Hans bröder fortsatte att utmana hans kusin i ett ständigt inbördeskrig fram till att Syrien erövrades av Tigranes II av Armenien 83 f.Kr.